# FiFi Awards

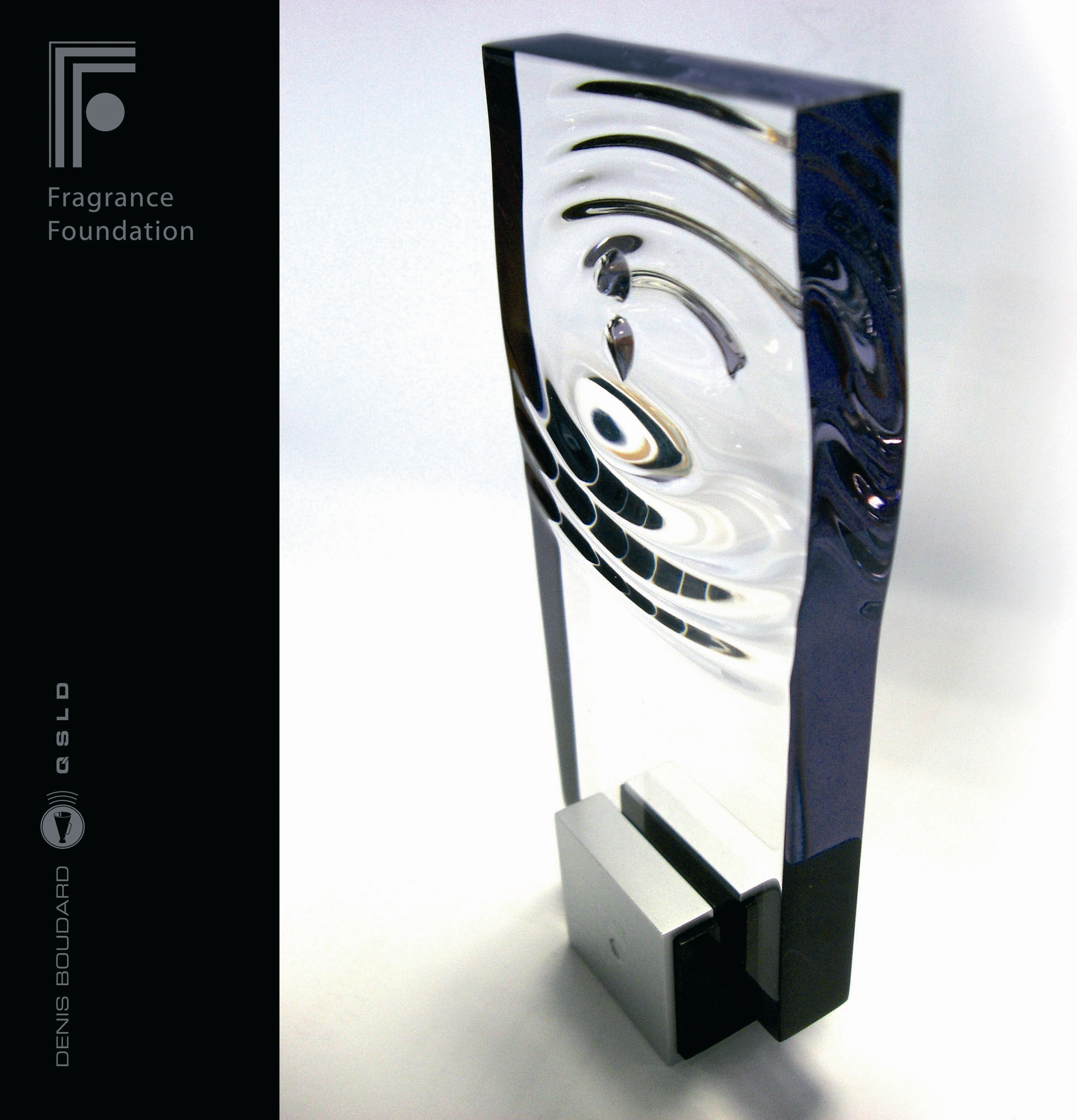
Trófeu do FiFi Awards feita pela The Fragrance Foundation.

FiFi Awards é uma premiação anual da perfumes feita pela pela The Fragrance Foundation em Nova Iorque, EUA. Todas as escolhas são feitas por mais de 1 mil membros da área. E é considerado a principal premiação de perfumes. Existem duas premiações, uma é o "American "FiFi" Award" que é realizado nos EUA criado em 1973 e o "European "FiFi" fundado em 1993.